# Comitatul Bistrița-Năsăud
Comitatul Bistrița-Năsăud, cunoscut și ca Varmeghia Bistrița-Năsăud (în maghiară Beszterce-Naszód vármegye, în germană Komitat Bistritz-Naszod), a fost o unitate administrativă a Regatului Ungariei, care a funcționat în perioada 1876-1920. Capitala comitatului a fost orașul Bistrița.

## Geografie
Comitatul Bistrița-Năsăud se învecina la vest cu Comitatul Solnoc-Dăbâca (Szolnok-Doboka), la nord cu Comitatul Maramureș (Máramaros), la sud-vest cu Comitatul Cluj (Kolozs), la sud cu comitatele Mureș-Turda (Maros-Torda) și Ciuc (Csík). Munții Carpați formau granița între Regatul Ungariei și Regatul României (în partea de sud-est a comitatului) și între Regatul Ungariei și Ducatul Bucovinei - care aparținea de Imperiul Austriac (în partea de est și nord-est). Suprafața comitatului în 1910 era de 4.167 km², incluzând suprafețele de apă.

## Istorie
Comitatul Bistrița-Năsăud a fost înființat în anul 1876, când structura administrativă a Transilvaniei a fost schimbată. Atunci, districtul Bistrița locuit de sași transilvăneni s-a unit cu districtul Năsăud (care fusese înființat în 1861, după ce fusese înființat district grăniceresc între anii 1762-1851) și cu porțiuni din comitatul Dăbâca. În 1918, urmată fiind de confirmarea Tratatului de la Trianon din 1920, comitatul, alături de întreaga Transilvanie istorică, a devenit parte a României.
În perioada 1940-1944, această regiune a fost ocupată de Ungaria, în urma Dictatului de la Viena. Teritoriul Comitatului Bistrița-Năsăud se regăsește azi în județul Bistrița-Năsăud.

## Demografie
În 1910, populația comitatului era de 127.843 locuitori, dintre care: 

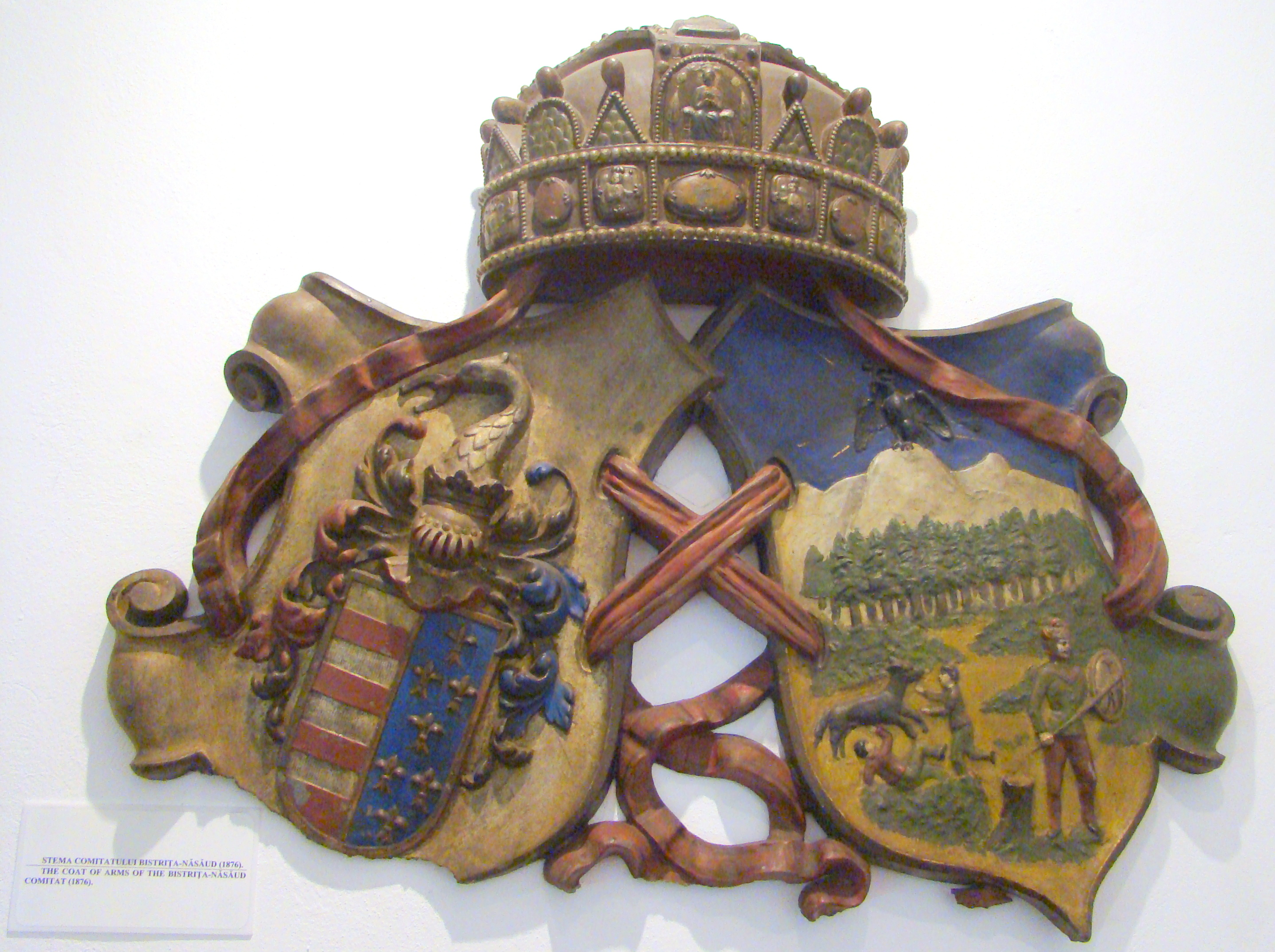
Stema comitatului Bistrița-Năsăud expusă la muzeul grăniceresc năsăudean

- Români -- 87.564 (68,49%)
- Germani -- 25.609 (20,03%)
- Maghiari -- 10.737 (8,39%)

## Subdiviziuni
La începutul secolului 20, subdiviziunile comitatului Bistrița-Năsăud erau următoarele:
| Districte (járás)                          | Districte (járás)      |
| District                                   | Capitală               |
| ------------------------------------------ | ---------------------- |
| Besenyő, azi Viișoara                      | Beszterce --- Bistrița |
| Jád, azi Livezile                          | Beszterce --- Bistrița |
| Naszód                                     | Naszód --- Năsăud      |
| Óradna                                     | Óradna --- Rodna       |
| Districte urbane (rendezett tanácsú város) |                        |
| Beszterce --- Bistrița                     |                        |